# Читрангада (жена Арджуны)
Читранга́да (дев. चित्रांगदा, IAST: Chitrāngadā) — героиня древнеиндийского эпоса «Махабхарата», одна из жён Арджуны.
В период изгнания Пандавов, Арджуна отправился в путешествие по всей Индии. В ходе своих странствий он посетил древний Манипур — таинственное царство, славившееся своей природной красотой. Там он повстречал дочь правителя Манипура Читрангаду и предложил ей свою руку и сердце. Правитель согласился отдать Читрангаду замуж только при условии, что Арджуна никогда не увезёт её или её будущих детей за пределы Манипура. Престол в Манипуре передавался по наследству по женской линии, и царь не хотел, чтобы его наследники покидали пределы царства. Арджуна согласился на поставленные условия, и свадьба состоялась. У молодой пары родился сын Бабрувахана, который впоследствии сменил своего отца на посту правителя Манипура.
В 1892 году Рабиндранат Тагор создал на основе истории о Читрангаде танцевальную драму, напоминавшую современный мюзикл.